# Lidzbark
Lidzbark (udtale: [ˈlʲid͡zbark]; tysk: Lautenburg) er en by i voivodskabet Warmińsko-mazurskie og har 7.471(2021) indbyggere, og et areal på 5.7 km². Den ligger i det tidligere Vestpreußen, ved floden Wel og Lidzbark-søen. Postnummeret for hele området er 13-230. Byen bliver populært omtalt som Lidzbark Welski for at skelne den fra Lidzbark Warmiński.